# Журавець (Вармінсько-Мазурське воєводство)
Журавець (пол. Żurawiec, нім. Schwansdorf) — село в Польщі, у гміні Маркуси Ельблонзького повіту Вармінсько-Мазурського воєводства.
Населення — 290 осіб (2011).
З 1962 р. в цій новій школі в Журавці по вул. Elbląska 15 починає працювати українська вчителька, член кола УСКТ в Кшевську Марія Гутовська. Тут вона працювала до 1998 р. вчителькою української та російської мови. Спочтаку навчання української мови відбувалося в розташованому неподалік с. Жулвінець. Проте з 1966 р. вдалося отримати згоду від директора школи в Журавці на навчання українській мові тут. Тим більше що починаючи з п’ятої класи діти з Жулвінця і так приходили до Журавця на загальну науку. Пункт навчання української мовив Журавці вчителька вела 25 років. З уваги на її успіхи Марії пропонували виїхати до Ольштина, проте вона не погодилася бо то б означала закінчення українського навчання в районі Журавця.
У 1975-1998 роках село належало до Ельблонзького воєводства.

## Демографія
Демографічна структура станом на 31 березня 2011 року:
|          | Загалом | Допрацездатний вік | Працездатний вік | Постпрацездатний вік |
| -------- | ------- | ------------------ | ---------------- | -------------------- |
| Чоловіки | 142     | 39                 | 94               | 9                    |
| Жінки    | 148     | 34                 | 92               | 22                   |
| Разом    | 290     | 73                 | 186              | 31                   |